# Emanuel and the Fear
Emanuel and the Fear ist eine sechsköpfige US-amerikanische Rockband aus Brooklyn, New York City.

## Geschichte
Ihr erstes Album veröffentlichte die Band im Jahr 2009. In Deutschland erschien die EP Hands am 27. Januar 2012 auf dem Independent-Label Haldern Pop Recordings. Acht Monate später veröffentlichte die Band dort auch ihr neues Album The Janus Mirror.
Im Jahr 2012 tourte die Band zweimal in Europa. Darüber hinaus spielten sie auf einigen Festivals, unter anderem auf dem Haldern Pop Festival. Zu den Liedern All We All und My Oh My produzierte die Band zwei Videos.

## Diskografie

### Alben
- 2009: Emanuel and the Fear (Paper Garden Records)
- 2010: Listen (Paper Garden Records)
- 2012: The Janus Mirror (Eat Fear / Haldern Pop Recordings)

### EPs
- 2012: Hands (Haldern Pop Recordings)